# Amblypsilopus depilis
Amblypsilopus depilis är en tvåvingeart som beskrevs av Daniel J. Bickel och Sinclair 1997. Amblypsilopus depilis ingår i släktet Amblypsilopus och familjen styltflugor. Inga underarter finns listade i Catalogue of Life.